# Una notte e forse mai più
Una notte e forse mai più è un brano musicale del gruppo italiano Eiffel 65, pubblicato come il quarto singolo dell'album Eiffel 65 nel 2003.

## Descrizione
La canzone tratta un tema estremamente spinoso come quello del sesso occasionale.
È stata registrata anche una versione inglese della canzone, intitolata "Just One Night And Maybe Goodbye".
In un'intervista a Radio Deejay, Gabry Ponte ha dichiarato che in origine la canzone aveva un testo differente rispetto a quello con cui poi è stata definitivamente pubblicata. Il testo originario, sempre secondo le dichiarazioni del DJ degli Eiffel 65, fu censurato a causa dell'eccessiva presenza di contenuti espliciti a sfondo sessuale.

## Tracce
1. Una notte e forse mai più (Roberto Molinaro Radio Cut) - 4:03
2. Una notte e forse mai più (Album Mix) - 3:31
3. Una notte e forse mai più (English Album Mix) - 4:25